# Zeta Boötis
Zeta Boötis (30 Boötis) é uma estrela dupla na direção da constelação de Boötes. Possui uma ascensão reta de 14h 41m 08.92s e uma declinação de +13° 43′ 42.0″. Sua magnitude aparente é igual a 3.78. Considerando sua distância de 180 anos-luz em relação à Terra, sua magnitude absoluta é igual a 0.06. Pertence à classe espectral A3IVn.